# جوشیا وارن
جوشیاورن (انگلیسی: Josiah Warren؛ 1798 – ۱۴ آوریل ۱۸۷۴) یک موسیقی‌دان، مخترع، نویسنده، اقتصاددان و روزنامه‌نگار اهل ایالات متحده آمریکا بود.